# Trung tâm bóng đá quốc tế Mokpo
Trung tâm bóng đá quốc tế Mokpo là một sân vận động dành riêng cho bóng đá và sân tập luyện ở Mokpo, Hàn Quốc. Sân được xây dựng vào năm 2009. Khu liên hợp bao gồm sáu sân bóng đá. Hai sân trong số đó có mặt cỏ tự nhiên, ba sân có mặt cỏ nhân tạo và một sân dành cho đội trẻ.